# Željko Stegnjaja
Željko Stegnjaja (Islam Grčki, 4 dicembre 1983) è un giocatore di football americano croato con cittadinanza serba, che gioca nel ruolo di kicker per i Beograd Vukovi.

## Palmarès
- 4 Serbian Bowl (Beograd Vukovi, 2020, 2021, 2022, 2024)